# Exposition internationale de l'Est de la France de 1909
L'Exposition internationale de l'Est de la France est une exposition internationale qui se tient à Nancy de mai à novembre 1909.
Elle accueille plus de deux millions de visiteurs (2 140 372 exactement) pour 2 193 exposants. L'exposition est notamment connue pour son importance dans l'histoire de l'École de Nancy, dont le pavillon marque le début du déclin. L'Exposition internationale de l'Est de la France est à la fois un acte politique, une démonstration de force économique et une vitrine culturelle, didactique et pédagogique.

## Histoire
En 1907, la ville de Nancy et la chambre de commerce et d'industrie de Meurthe-et-Moselle décident d'organiser un grand évènement réunissant les douze départements de l'Est de la France. À l'occasion de ce chantier, la Compagnie des chemins de fer de l'Est relie la gare de Nancy au parc Sainte-Marie et la municipalité ouvre trois nouvelles lignes de tramway.

## Site
Les bâtiments de l'exposition étaient installés dans le sud-ouest de la ville de Nancy, au sein du parc Sainte-Marie, entre la rue du Sergent-Blandan à l'ouest, la rue Jeanne-d'Arc à l'est, la rue Pasteur au nord, et l'avenue de la Garenne au sud, sur une superficie totale de 180 000 m2.

### Palais
Six palais, à l'architecture métallique recouverte de stuc, se sont partagé les centaines de travées où plus de deux milliers exposants sont venus présenter leur savoir-faire :
- le palais de la Métallurgie (mines de fer, métallurgie, mines de sel, salines, houillères, etc.) ;
- le palais de l'Électricité, à la gloire de cette fée électrique qui bouleversait le quotidien ;
- le palais des Textiles (industrie du coton, de la laine, broderie, vêtements, chapellerie, industrie de la chaussure, etc.) ;
- le palais des Arts libéraux (chimie, pharmacie, médecine, imprimerie, photographie, instruments de musique, verrerie, universités et écoles, etc.) ;
- le palais de l'Alimentation (minoterie, brasserie, eaux minérales, biscuiterie, conserves alimentaires, épicerie, etc.) ;
- le palais des Transports (navigation fluviale, transports par voie ferrée, transports par route, etc.).

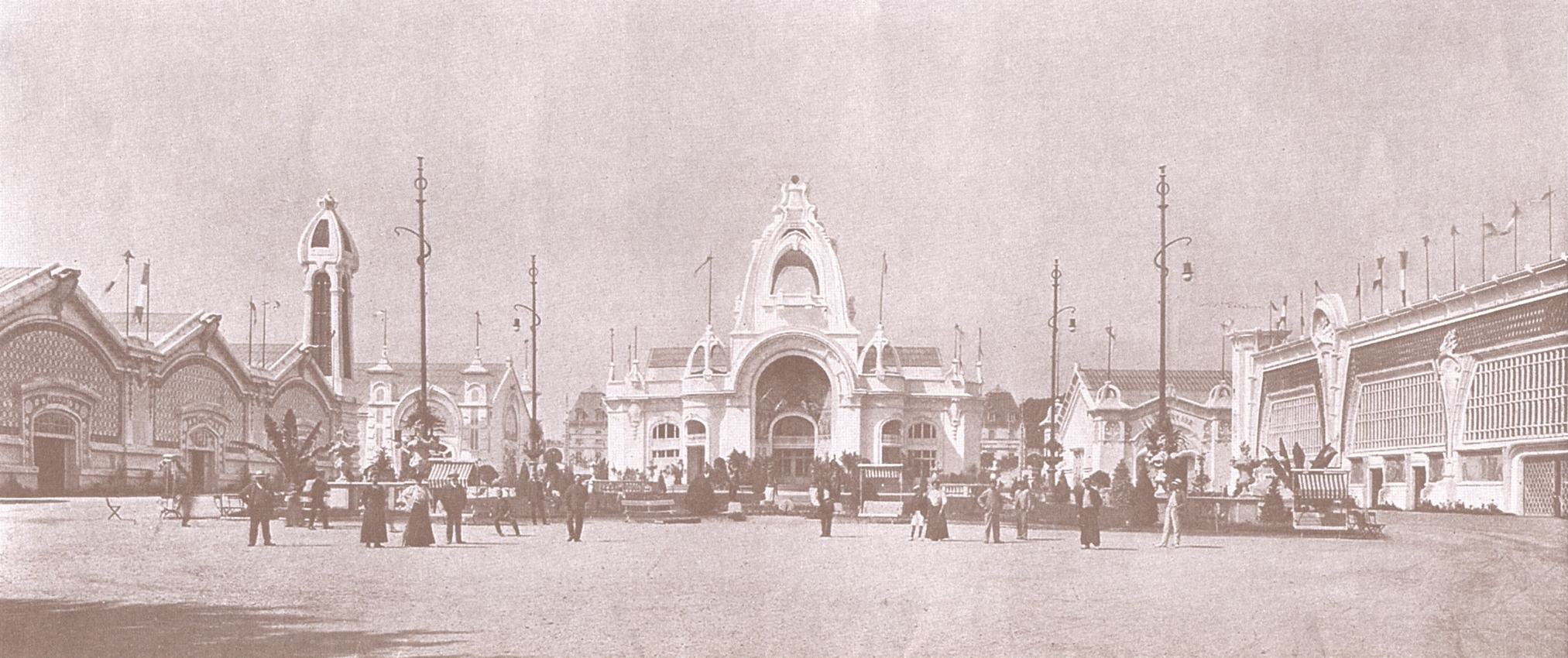
Vue générale des palais de l'exposition issue d'une carte postale d'époque des Imprimeries réunies de Nancy.
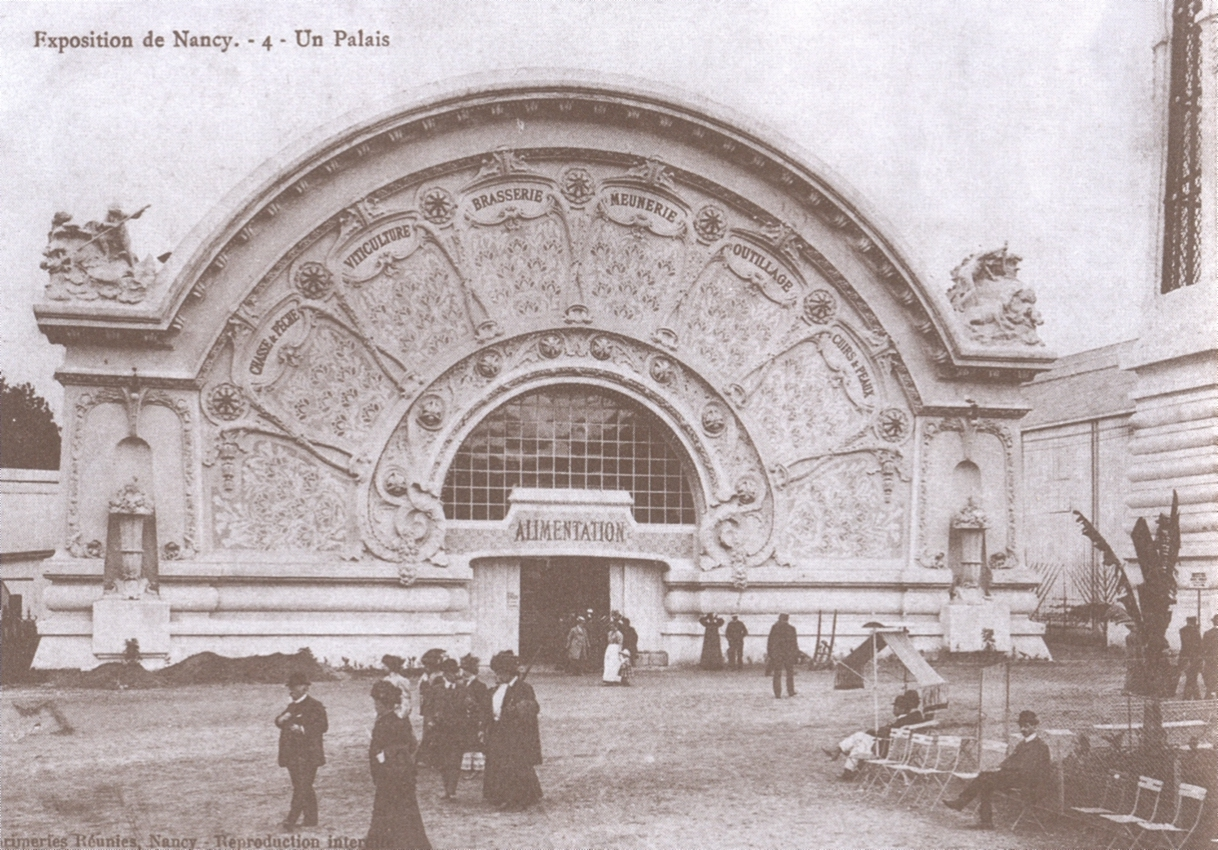
Le Palais de l'Alimentation.

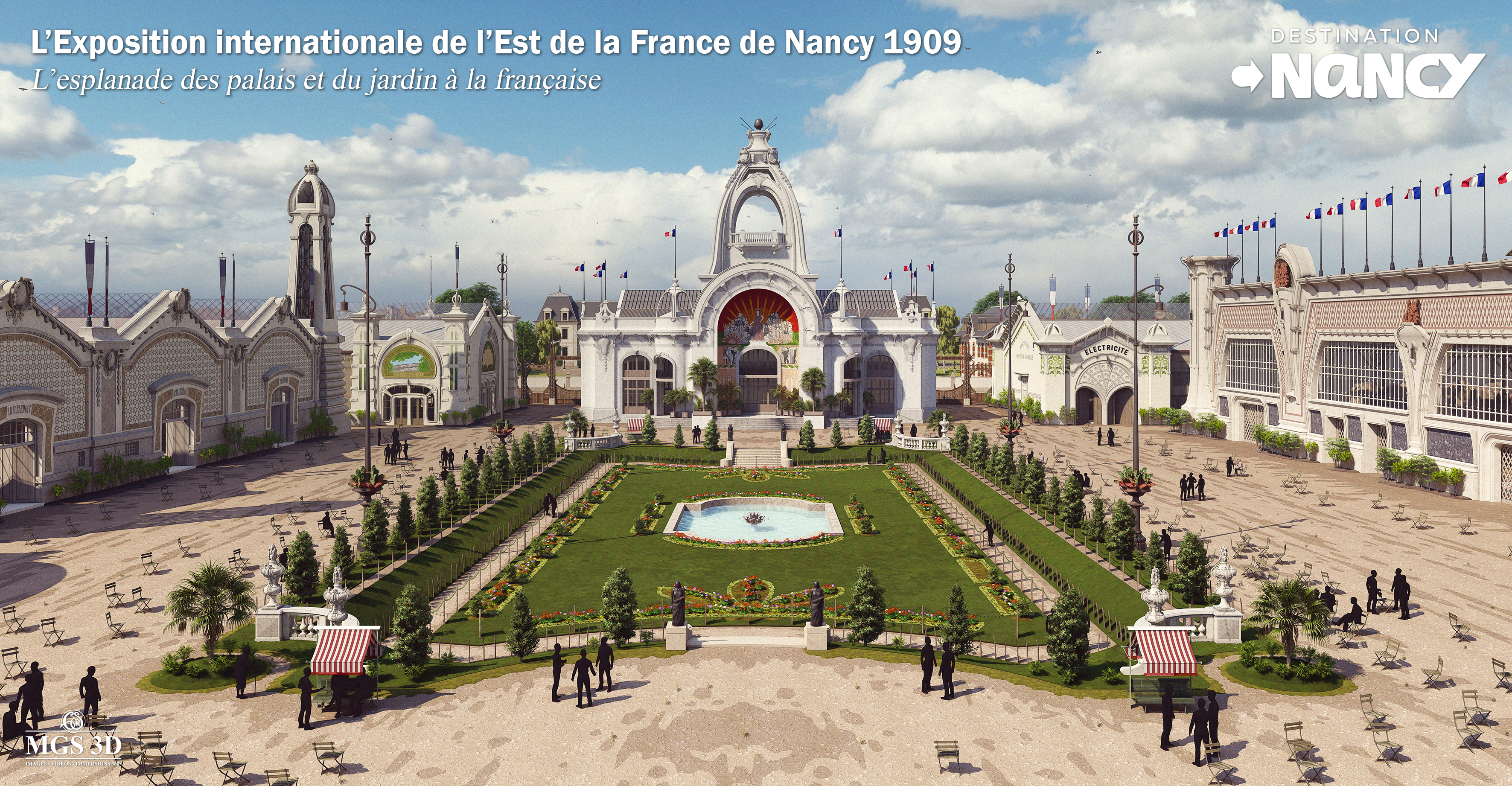
Reconstitution 3D des palais (MGS3D/Maxime Santiago, 2022).
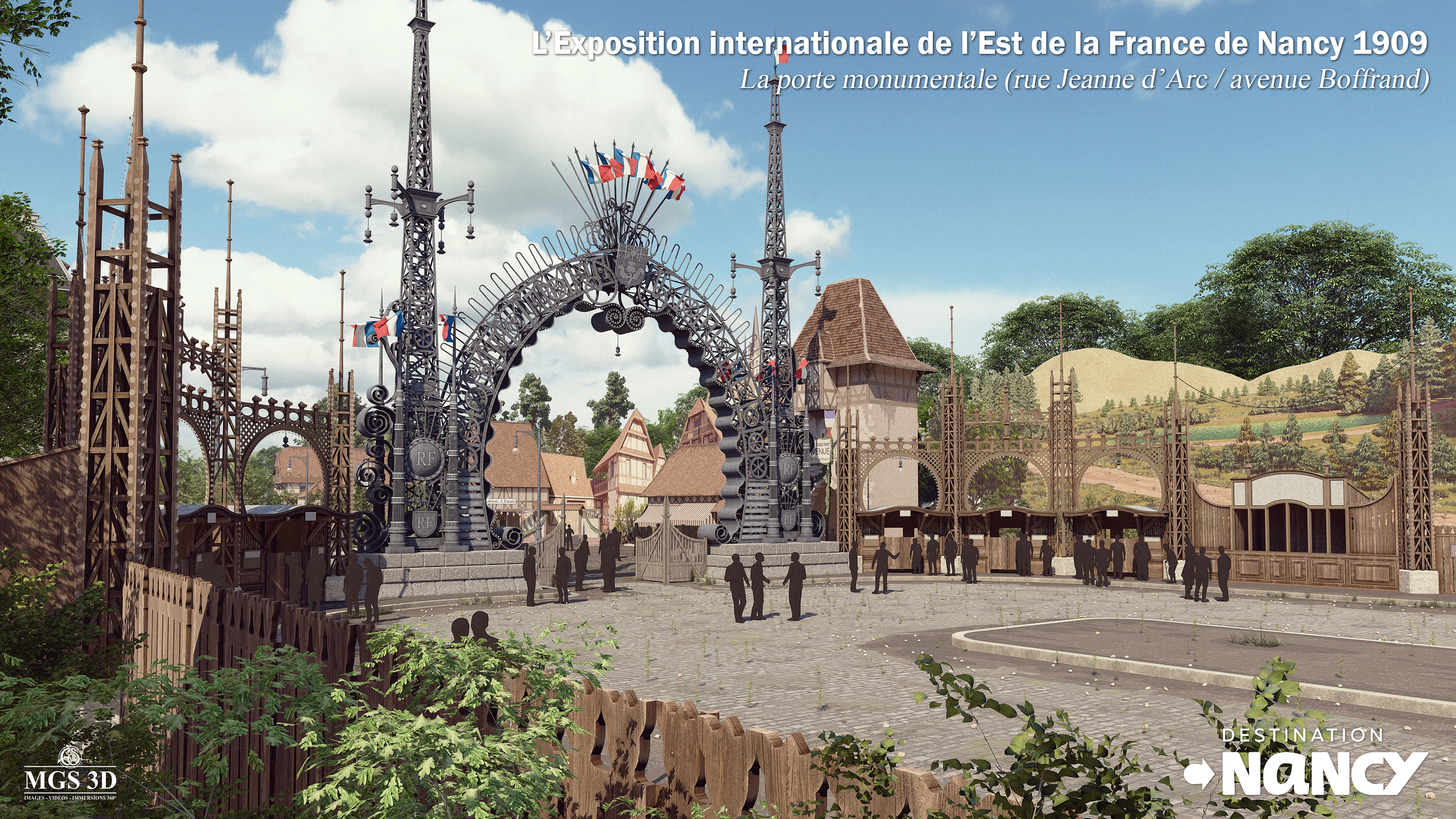
Reconstitution 3D de la porte monumentale et du village alsacien (MGS3D/Maxime Santiago, 2022).

### Pavillon de l'École de Nancy
Ce pavillon, construit en béton, est l'œuvre d'Eugène Vallin, avec un fronton sculpté par Victor Prouvé, tous deux membres de l'École de Nancy.

### Ferme lorraine
La Ferme lorraine fut construite sur les plans de l'architecte Émile André, dans le but d'inscrire l'agriculture régionale dans la modernité.

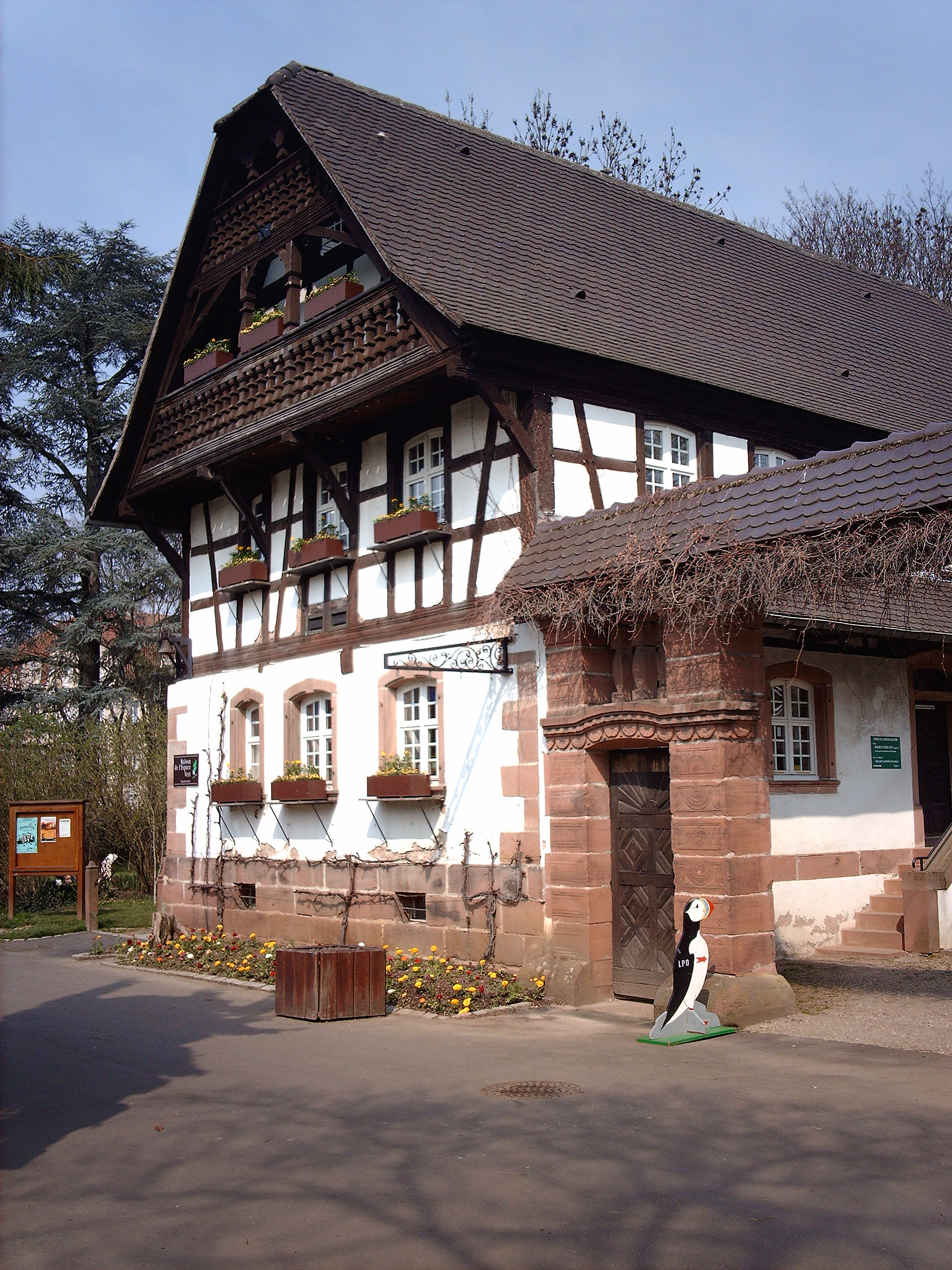
Pavillon alsacien, datant du XVIIIe siècle, seul subsistant de nos jours au parc Sainte-Marie.

### Village alsacien
De l'ensemble des constructions de l'exposition, seule subsiste la maison alsacienne provenant du village de Zutzendorf (Bas-Rhin) au colombage emblématique, qui illustrait avec d'autres pavillons le courant régionaliste. Le village alsacien se déployait le long d'un décor en trompe-l'œil conçu par le peintre Auguste Ramel.

### Pavillon colonial
Dans la lignée des expositions universelles, l'exposition internationale de l'Est de la France cherche à défendre la légitimité de la colonisation française en célébrant son empire colonial. Sont ainsi représentés un « village sénégalais », un souk tunisien, une réplique de l'hôpital de Casablanca et les investissements infrastructurels de l'institut colonial (transports, écoles, hôpitaux).
Le village sénégalais est en réalité un zoo humain, peuplé de dix-huit familles sénégalaises (Toucouleurs, Benga, Thiam et Wolofs) embarquées à Dakar : les hommes font des démonstrations d'artisanat (bijoux, orfèvrerie, tisserands, cordonniers, broderie, forgerons, dessinateurs, constructeurs de pirogues) pendant que les femmes préparent des repas.

### Documents d'époque
- Louis Laffitte, L'Essor économique de la Lorraine : Rapport général sur l'exposition internationale de l'Est de la France, Nancy, 1909, Nancy, Berger-Levrault, 1912, 933 p. (lire en ligne).
- Le Journal de l'exposition : Organe officiel de l'administration, gérant Louis Laffitte, Nancy, du 1er mai au 1er novembre 1909, 78 numéros.
- Revue générale de l'Exposition de Nancy, 1909, et palmarès de la section industrielle de l'Est, Nancy, Société industrielle de l'Est, 1910, 625 p..

### Documents d'analyse
- Frédéric Descouturelle, Bernard Ponton, Francis Roth et Hélène Sicard-Lenattier, Nancy 1909 : Centenaire de l'exposition internationale de l'Est de la France, triomphe de l'industrie, de la science et de l'art nouveau, Nancy, Place Stanislas, 2008, 186 p. (ISBN 978-2-35578-023-3).
- Anne-Laure Dusoir, « L'École de Nancy à l'exposition internationale de l'Est de la France, 1909 », lors du colloque Les expositions universelles et internationales, organisé par le Réseau Art nouveau Network, au Laboratoire historique 1 de Bruxelles, le 22 octobre 2005.
- L'École de Nancy à l'exposition internationale de l'Est de la France, 1909, exposition-dossier présentée au musée de l'École de Nancy du 27 mai 2009 au 3 janvier 2010.
- (en) Béatrice Damamme-Gilbert, « The 1909 Nancy International Exhibition : Showcase for a Vibrant Region and Swansong of the Ecole de Nancy », Art on the Line,‎ 2007 (ISSN 1478-6818, lire en ligne [PDF]).

### Fiction
- Jérôme Thirolle, Le boiteux du parc Sainte-Marie, Haroué, Gérard Louis, 2011, 293 p. (ISBN 978-2-35763-031-4).

### Documentaire
- MGS 3D (Maxime Santiago), Nancy 1909 - l'Exposition internationale de l'Est de la France reconstituée en 3D, Destination Nancy - Office de Tourisme, YouTube , diffusé le 6 juin 2022 [vidéo].